# Wanchat Choosong
Wanchat Choosong (thailändisch วันชาติ ชูสงค์; * 1. Februar 2000) ist ein thailändischer Fußballspieler.

## Karriere
Wanchat Choosong erlernte das Fußballspielen in der Jugendmannschaft des Erstligisten Bangkok United in Bangkok. Seinen ersten Vertrag unterschrieb er 2020 beim Zweitligisten Uthai Thani FC. Mit dem Verein aus Uthai Thani spielte er in der zweiten Liga des Landes, der Thai League 2. Sein Zweitligadebüt gab er am 13. September 2020 im Heimspiel gegen den Ranong United FC. Hier stand er in der Anfangsformation und stand das komplette Spiel auf dem Spielfeld. Am Ende der Saison 2020/21 stieg er mit dem Verein in die dritte Liga ab. Hier tat er mit Uthai Thani in der Northern Region an. Am Ende der Saison 2021/22 feierte er mit Uthai Thani die Meisterschaft der Region. In der National Championship, den Aufstiegsspielen zur zweiten Liga, belegte man den ersten Platz und stieg nach einer Saison in der Drittklassigkeit wieder in zweite Liga auf. Nach dem Aufstieg verließ er Uthai Thani und schloss sich dem Erstligisten PT Prachuap FC an. Von Prachuap wurde er im August 2022 an den Erstligaabsteiger Samut Prakan City FC ausgeliehen. Für den Klub aus Samut Prakan bestritt er 27 Ligaspiele. Nach der Ausleihe kehrte er im Sommer 2023 nach Prachuap zurück. In der Spielzeit 2023/24 kam er für Prachuap nicht zum Einsatz. Im Sommer 2024 wechselte er nach Trat zum Zweitligisten Trat FC.

## Erfolge
Uthai Thani FC
- Thai League 3 – North: 2021/22
- Thai League 3 – National Championship: 2021/22  ▲